# Jonas Abrahamsen
Jonas Abrahamsen   (Skien, 20 de setembre de 1995) és un ciclista noruec, professional des del 2014. Actualment corre a l'equip Uno-X Mobility.
S'inicià en el ciclisme als 16 anys. Només un any després va ser convocat per córrer amb la selecció noruega. El 2013 fou setè al Giro de la Lunigiana i 21è al Campionat del món júnior.
El 2017 es va incorporar al nou equip continental noruec Uno-X Hydrogen Development. Bon escalador, va destacar al juny en acabar desè al Gran Premi Priessnitz spa, una prova de la Copa de Nacions sub-23. Durant l'estiu va guanyar l'Etape du Tour, una prova cicloesportiva disputada abans del Tour de França i que va acabar al Tourmalet.
El 2 de juny de 2024 va guanyar en solitari la Brussels Cycling Classic.

## Palmarès
- 2020
  - Vencedor d'una etapa al Małopolski Wyścig Górski
- 2024
  - 1r a la Brussels Cycling Classic
- 2025
  - Vencedor d'una etapa al Tour de França
  - 1r al Circuit francobelga

### Resultats al Tour de França
- 2023. 85è de la classificació general
- 2024. 55è de la classificació general
- 2025. 71è de la classificació general, vencedor de l'etapa 11.